# Dominique Frétard
Dominique Frétard est une journaliste et critique française spécialiste de la musique et de la danse.

## Biographie
Dominique Frétard commence sa carrière de journaliste en créant une rubrique danse dans Le Monde de la musique en 1981. Elle passe ensuite au service culturel du Monde en 1989 et anime la rubrique danse de 1992 à 2002. Elle collabore ensuite au Monde 2 et publie des livres sur la danse contemporaine, notamment aux éditions Cercle d'art, dont elle a été directrice de collection « Le cercle chorégraphique contemporain ».
Depuis 2010, Dominique Frétard s'attache à la promotion d'artistes et de plasticiens indiens (école de Baroda ou Vadodara) au sein d'une galerie parisienne avec la commissaire d'exposition Anne Maniglier.
En 2020, elle fait paraître son premier roman, Annibal.

## Ouvrages
- Karine Saporta. Morte Forêt, avec Jean-Michel Guillaud (photographies), coll. « Mémoire vivante », éditions Plume, 1994 (BNF 35761258)
- Danse contemporaine. Danse et non-danse – Vingt-cinq ans d'histoires , Cercle d'art, 2004  (ISBN 2702207472)
- Véolia, 1853-2003, Cercle d'art, 2004  (ISBN 9782702207017)[4]
- Invitation, Sylvie Guillem, avec Gilles Tapie, Cercle d'art, 2005  (ISBN 2702207006)
- Afrique danse contemporaine, sous la direction de Dominique Frétard, avec des textes de Salia Sanou et des photos d'Antoine Tempé, Cercle d'art, 2008  (ISBN 9782702208861)
- Comme une épine dans l’œil. La Plainte de l'impératrice de Pina Bausch, sous la direction de Dominique Frétard, éditions de L'Arche, 2012  (ISBN 9782851817624)
- Oser la Beauté, texte pour le livre de Marion Cito, Tanztheater Wuppertal-Pina Bausch, 2014
- Annibale (roman), éditions Belfond, 2020  (ISBN 978-2714493958), 237 p.